# Cannes Man
Cannes Man ist eine Satire von Richard Martini aus dem Jahre 1996. Die Hauptrollen spielen Seymour Cassel und Francesco Quinn; Gastauftritte haben unter anderem Johnny Depp, John Malkovich und Dennis Hopper.

## Handlung
Der Junge Frank Rhinoslavsky reist zu den Filmfestspielen nach Cannes und versucht sich dort durch Gelegenheitsjobs den Aufenthalt zu finanzieren. Doch das Glück ist zunächst nicht auf seiner Seite. Dies ändert sich, als der exzentrische Produzent Sy Lerner, motiviert durch eine Diskussion über die gegenwärtige Lage der Filmindustrie, mit einem Bekannten eine Wette eingeht, dass er jede beliebige Person zum Star des Festivals machen kann. Die Wahl fällt auf Frank, der zufällig in der Gegend herumschlendert. Daraufhin versucht Sy alles, um Frank zum Thema der Stars zu machen, indem er ihn als den aufstrebenden Newcomer-Autor Frank Rhino ausgibt, der das beste Drehbuch der letzten Jahre geschrieben haben soll und vergleicht ihn sogar mit Faulkner und Hemingway.
Sy gelingt es durch seine Kontakte und Überredungskunst etliche Stars in den Film zu involvieren, obwohl es überhaupt keinen Film gibt.
Nach wenigen Tagen spricht jeder in Cannes über Frank Rhino und dessen Drehbuch, womit Sy die Wette gewonnen hat und es für ihn keinen Grund mehr gibt, den Schwindel weiter zu spinnen. Doch Frank selbst ist in der Lüge gefangen und hat aus den Augen verloren, dass er gar kein erfolgreicher Autor ist. So versucht er verzweifelt, auf eigene Faust sein fiktives Drehbuch an den Mann zu bringen, stößt aber von allen Seiten auf Ablehnung. Nach dem Festival täuscht Sy seinen eigenen Tod vor, um sich mit dem Geld der Investoren, die damit Frank Rhinos Film finanzieren wollten, abzusetzen. Allerdings wird Sy später an einem Strand erkannt und muss nun einen fertigen Film abliefern, den er mit Hilfe von Frank Rhinoslavsky produziert und ein Jahr später in Cannes präsentiert.

## Kritik
„1995 während des Festivals in Cannes im Guerilla-Stil gedrehte Satire auf das Filmgeschäft, die ohne wirkliches Buch entwickelt wurde. Dabei bleibt die Handlung auf der Strecke und liefert nur den Rahmen für einige Pointen und Cameo-Auftritte.“, schreibt das Lexikon des internationalen Films.